# Hippothoa meridionalis
Hippothoa meridionalis is een mosdiertjessoort uit de familie van de Hippothoidae. De wetenschappelijke naam van de soort is voor het eerst geldig gepubliceerd in 1980 door Morris.